# Gali Zakirow
Gali Zakirowicz Zakirow (ros. Гали Закирович Закиров, ur. 1910 we wsi Bogatyje Saby obecnie w rejonie sabińskim w Tatarstanie, zginął w lutym 1944 na Prawobrzeżnej Ukrainie) – radziecki wojskowy, młodszy sierżant, Bohater Związku Radzieckiego (1944).

## Życiorys
Urodził się w tatarskiej rodzinie chłopskiej. Miał wykształcenie podstawowe. Do 1940 pracował w kołchozie, później przeniósł się do wsi Iljinka w rejonie lenińskim (obecnie rejon jesilski) w obwodzie północnokazachstańskim, gdzie pracował w stacji maszynowo-traktorowej. W 1941 został powołany do armii, od lipca 1941 uczestniczył w wojnie z Niemcami. Walczył na Froncie Północno-Zachodnim, Centralnym, Woroneskim i 1 Ukraińskim, był ciężko ranny. Brał udział m.in. w operacji diemiańskiej (zima 1943) i operacji starorusskiej (marzec 1943), latem 1943 w operacji orłowskiej, a od 26 sierpnia do 30 września 1943 w operacji czernihowsko-prypeckiej i w forsowaniu Desny i Dniepru. Jako dowódca oddziału 3 batalionu 8 gwardyjskiego pułku powietrznodesantowego 3 Gwardyjskiej Dywizji Powietrznodesantowej 60 Armii w stopniu młodszego sierżanta szczególnie wyróżnił się w walkach o rozszerzenie przyczółku na prawym brzegu Dniepru na północ od Kijowa. 5 października 1943 pod wsią Gubin w rejonie iwankowskim w obwodzie kijowskim jako pierwszy wraz ze swoim oddziałem wdarł się do okopu wroga, a potem drugiej linii obrony przeciwnika, zadając wrogowi duże straty w ludziach i zdobywając ważne z taktycznego punktu widzenia wzgórze. Następnie utrzymał wzgórze, odpierając trzy kontrataki wroga i zadając mu duże straty. Później brał udział w operacji kijowskiej (listopad 1943), w tym w walkach o Radomyśl i Korosteszów, a od 24 grudnia 1943 do 14 stycznia 1944 w operacji żytomiersko-berdyczowskiej. Uchwałą Prezydium Rady Najwyższej ZSRR z 10 stycznia 1944 otrzymał tytuł Bohatera Związku Radzieckiego i Order Lenina wraz ze Złotą Gwiazdą. Nie zdążył dowiedzieć się o tym odznaczeniu, ponieważ w lutym 1944 zginął w jednej z walk na Prawobrzeżnej Ukrainie.